# Tooth and Nail (album Dokken)
Tooth and Nail – drugi album amerykańskiej grupy Dokken, wydany w 1984 roku przez Elektra Records. Album był pierwszym wydawnictwem grupy, na którym występował basista Jeff Pilson, który zastąpił Juana Crouciera. Na albumie pojawiły się trzy piosenki, które odniosły sukces: "Into the Fire," "Just Got Lucky" oraz "Alone Again". Album sprzedał się w ponad milionie kopii w Stanach Zjednoczonych i dotarł do 49 miejsca na liście Billboard 200.

## Lista utworów
1. "Without Warning" (1:34)
2. "Tooth and Nail" (3:39)
3. "Just Got Lucky" (4:34)
4. "Heartless Heart" (3:30)
5. "Don't Close Your Eyes" (4:10)
6. "When Heaven Comes Down" (3:44)
7. "Into the Fire" (4:27)
8. "Bullets to Spare" (3:35)
9. "Alone Again" (4:19)
10. "Turn on the Action" (4:43)

## Skład zespołu
- Don Dokken – gitara, wokal
- Mick Brown – perkusja, wokal wspierający
- George Lynch – gitara
- Jeff Pilson – gitara basowa, wokal wspierający